# Diódoto II
Diódoto II Teo (em grego clássico: Διόδοτος Θεός; romaniz.: Diódotos Theós; morreu c. 225 a.C.) era filho e sucessor de Diódoto I, que se rebelou contra o Império Selêucida, estabelecendo o Reino Greco-Báctrio. Diódoto II provavelmente governou ao lado de seu pai como corregente, antes de sucedê-lo como único rei por volta de 235 a.C.. Impediu os esforços selêucidas para retomar Báctria de volta ao império, aliando-se aos partas contra eles. Foi assassinado por volta de 225 a.C. pelo usurpador Eutidemo I, que o sucedeu como rei. A carreira de Diódoto foi contada por Apolodoro de Artemita na História Parta, mas o texto está perdido, e as fontes literárias sobreviventes apenas o mencionam de passagem. Assim, a maioria dos detalhes da vida e carreira deve ser reconstruída a partir da numismática.

## Vida

### Antecedência e corregência

Báctria

O Império Selêucida ganhou o controle da Báctria e das regiões vizinhas entre 308 e 305 a.C. e a tornou uma satrapia (província) de seu império. O pai de Diódoto, Diódoto I governou a região como sátrapa (governador) em algum momento da década de 260 a.C. e gradualmente se tornou independente no reinado do rei selêucida Antíoco II (r. 261–246). O processo culminou na autoproclamação de Diódoto como rei em algum ponto entre 255 e 245 a.C.. A cunhagem sob Diódoto I deriva de duas casas da moeda separadas; uma delas apresenta um homem maduro no anverso - geralmente identificado como Diódoto I, enquanto o anverso da moeda produzida na outra mostra uma figura semelhante, mas mais jovem. Frank L. Holt propõe que o último foi Diódoto II e que foi encarregado do controle de uma parte do reino que incluía a segunda casa da moeda. Este arranjo seguiria o modelo estabelecido pelos selêucidas, que tinham como prática nomear o príncipe herdeiro como corregente e confiar-lhes o governo da porção oriental do império (incluindo Báctria). A localização da região sob o controle de Diódoto II é desconhecida; Holt sugere provisoriamente que controlava a região ocidental que foi exposta a ataques da Pártia e tinha sua base em Bactro.

## Reinado
Durante seu reinado, Diódoto I expulsou o rei dos parnos Ársaces de Báctria. Ársaces havia conquistado a região da Pártia dos selêucidas e criado seu próprio reino no que hoje é o nordeste do Irã. Diódoto I permaneceu se opondo aos parnos e, portanto, alinhado com os selêucidas. Em sua ascensão, Diódoto II reverteu a política de seu pai:
| “ | Logo depois, aliviado pela morte de Diódoto [I], Ársaces fez as pazes e firmou uma aliança com seu filho, também com o nome de Diódoto; algum tempo depois lutou contra Seleuco [II] que veio para punir os rebeldes, mas prevaleceu: os partos comemoraram este dia como aquele que marcou o início de sua liberdade | ” |
|   | — Justino, 41.4. |   |

Esta batalha entre Seleuco II e Ársaces ocorreu por volta de 228 a.C.. Não está claro se Diódoto estava ativamente envolvido na batalha ou simplesmente concordou em permanecer neutro, deixando assim Ársaces livre para trazer todas as suas forças para atacar o exército selêucida invasor. Algum tempo depois disso, por volta de 225 a.C., Diódoto foi morto por Eutidemo I, que usurpou o trono e fundou a dinastia eutidêmida. W. W. Tarn propôs que Diódoto I se casou com uma princesa selêucida como segunda esposa e teve uma filha que se casou com Eutidemo, tornando-o cunhado de Diódoto II. Não há, no entanto, nenhuma evidência para a existência de qualquer uma dessas mulheres e a teoria não tem mais credibilidade entre os estudiosos contemporâneos. Evidências arqueológicas revelam que a cidade de Ai-Canum foi sitiada por volta de 225 a.C., um evento que Holt conecta com a tomada do poder de Eutidemo. Parece, portanto, que houve um período de guerra civil, culminando na vitória de Eutidemo – uma reconstrução que parece ser confirmada por evidências numismáticas. A maioria dos estudiosos tratou a aliança com Ársaces como uma resposta à ameaça de Seleuco II. Tarn sugeriu que a usurpação de Eutidemo I foi uma reação à aliança.. Frank Holt propõe o contrário: que a aliança com Ársaces foi uma resposta à eclosão da guerra civil com Eutidemo.

## Cunhagem

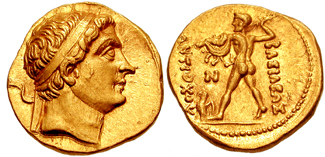
Estáter de ouro de com a legenda ΒΑΣΙΛΕΩΣ ΑΝΤΙΟΧΟΥ - "Do rei Antíoco"

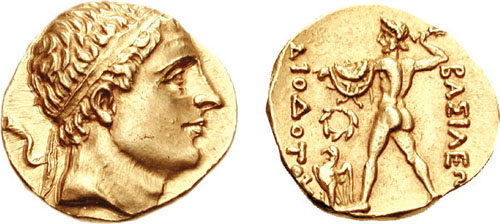
Estáter de ouro de Diódoto II com legenda ΒΑΣΙΛΕΩΣ ΔΙΟΔΟΤΟΥ - "do rei Diódoto"

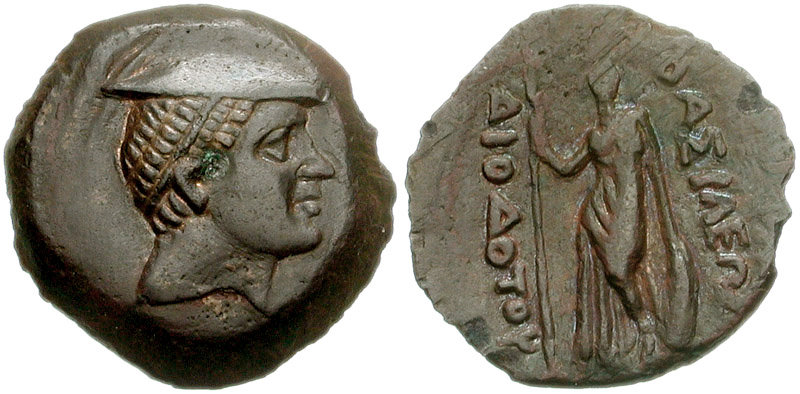
Asse de bronze de Diódoto I, com a legenda ΒΑΣΙΛΕΩΣ ΔΙΟΔΟΤΟΥ - "do rei Diódoto" (Série H)

Diódoto II continuou em grande parte os padrões de cunhagem estabelecidos por seu pai. Havia duas casas da moeda, que emitiam moedas de ouro, prata e bronze. A cunhagem de metais preciosos consistia em estáteres de ouro e tetradracmas, dracmas e hemidracmas de prata no padrão de peso ático. Essas moedas têm a face de uma figura masculina no anverso usando o diadema - uma faixa de pano enrolada na cabeça, com duas tiras penduradas nas costas, que era o símbolo padrão da realeza helenística desde a época de Alexandre, o Grande. O reverso dessas moedas mostrava Zeus se preparando para lançar seu raio. Como mencionado acima, durante o reinado de Diódoto I, duas figuras diferentes apareceram nos anversos - uma figura mais velha ('série A') e uma figura mais jovem ('série C & E'), que são identificadas com Diódoto I e II, respectivamente. As séries A e C provavelmente foram cunhadas em Ai-Canum ou em Bactro, enquanto a Série E foi cunhada em uma segunda cunhagem, que Frank Holt identifica provisoriamente com Bactro. Esta casa da moeda produzia moedas em menor quantidade e qualidade inferior à da casa da moeda Ai-Canum/Bactro. Propõe que a pequena série C foi cunhada na casa da moeda principal, a fim de estabelecer a posição de Diódoto II como herdeiro aparente de todo o reino.
Após um intervalo, ambas as casas da moeda produzem moedas com o retrato mais jovem e agora com a legenda grego antigo Βασιλεωσ Διοδοτου ('De Diódoto', 'série D & F'), enquanto a legenda nas moedas anteriores era ΒΑΣΙΛΕΩΣ ΑΝΤΙΟΧΟΥ ( 'Do Rei Antíoco'). Holt sugere que a ruptura marca a morte de Diódoto I e a ascensão de Diódoto II. Esta mudança nas legendas parece refletir a renúncia final da autoridade selêucida e uma plena proclamação da independência. Durante a maior parte de seu reinado, Diódoto II emitiu moedas numa escala relativamente modesta. No final de seu reinado, começou a cunhar numa escala muito maior, com maiores quantidades de moedas de ouro do que anteriormente. Isto foi acompanhado pela produção de uma edição na casa da moeda secundária, retratando mais uma vez a figura mais antiga de Diódoto I, mas de forma mais idealizada ('série B'). Frank Holt propõe que esses fenômenos foram consequência de uma guerra civil entre Diódoto II e Eutidemo. Ele argumenta que a escala de cunhagem indica a necessidade de fornecer moedas para um grande número de soldados - indicando algum tipo de ameaça militar - enquanto a cunhagem da série B pode ter sido destinada a enfatizar a legitimidade de como filho do fundador do reino.
Diódoto II também emitiu uma cunhagem de bronze. Inicialmente, esta cunhagem tinha o mesmo desenho anverso que o de Diódoto I: cabeça de Hermes usando um chapéu pétaso ('Série H'). No entanto, o desenho reverso é novo: uma representação de Atena descansando em sua lança e a introdução de uma nova legenda, que se lê "Βασιλεωσ Διοδοτου" ("do rei Diódoto"), como nas moedas de ouro e prata. A cunhagem consistia em quatro denominações: um 'duplo' (c. 8,4 gramas, 20-24 milímetros de diâmetro), um 'simples' (4,2 g, 14-18 mm), um 'meio' (2,1g, 10-12 mm) e um 'quarto' (1 g, 8–10 mm). Apenas as duas primeiras dessas denominações parecem ser atestadas sob Diódoto I. O valor dessas denominações é incerto; um simples pode valer 1/48 de um dracma de prata. Após esta edição inicial, Diódoto introduziu um novo conjunto de designs ('Série I'). Nas denominações duplas e simples, estas retratam a cabeça de Zeus no anverso (exceto em uma questão que retrata um rei – provavelmente por acidente) e a deusa Ártemis no verso. Nos quartos, têm uma águia no anverso e uma aljava no reverso (símbolos de Zeus e Ártemis, respectivamente). Essas moedas de bronze foram encontradas em grande número nas escavações de Ai-Canum e em quantidades menores em Guiaur Gala (Merve, Turcomenistão) e Tacti-Sanguim. A profusão de moedas de bronze, cujo valor era simbólico, especialmente nas denominações muito menores, indica a monetização progressiva que ocorria na Báctria em seu reinado.
Diódoto também aparece em moedas cunhadas em sua memória pelos reis greco-báctrios posteriores Agátocles e Antímaco I. Estas moedas imitam o desenho original dos tetradracmas emitidos por Diódoto II, mas com uma legenda no anverso identificando o rei como grego antigo: Διοδοτου Θεου ('De Diódoto Teo').